# تعليم مجاني

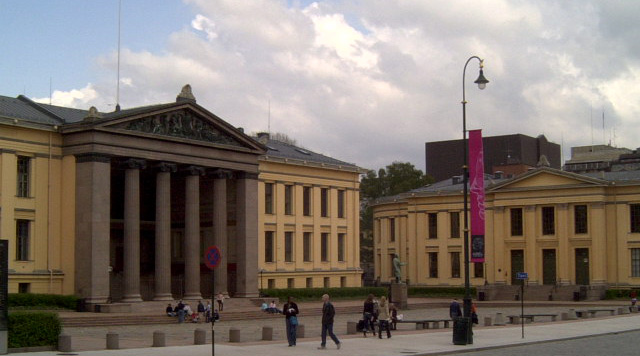

يقصد بالتعليم المجاني التعليم الذي ينبني ويمول إما بفرض الضرائب المالية أو من قبل الجمعيات الخيرية عوضاً عن الأقساط المدرسية، وعليه فأن التعليم في المرحلة الابتدائية والتعليم الشامل أو الإلزامي يعد مجاني في العديد من البلدان، فعلى سبيل المثال تعد جميع مراحل التعليم مجانية إلى حد ما (لا تتضمن الكتب غالباً في المرحلة الابتدائية وعدد من الرسوم الإدارية والمتنوعة في المرحلة الجامعية) مشتملةً الدراسات العليا في بلدان الشمال الأوربي، ومن عام 2013 بدأت إستونيا بتوفير تعليم عالي مجاني أيضاً في أوروبا الشمالية. وفي الأرجنتين وخاصةً في النرويج وفنلندا لا يوجد رسوم تسجيل للطلاب الأجانب في المرحلة الجامعية مع كونهم غير مؤهلين للحصول على بدل شهري أو قرض. ونادراً ما يتم تدريس الماجستير في النرويج باللغة النرويجية، ولكن تقدم برامج درجة الماجستير في النرويج إما باللغة النرويجية أو الإنجليزية اعتماداً على البرنامج و/أو الجامعة. وحتى وقتٍ قريب كان التعليم مجاني للطلاب الأجانب في السويد ولكن أدخلت تغييرات فرضت رسوم على الطلاب الأجانب من خارج الاتحاد الأوروبي. وفي الدانمرك أيضا يوجد تعليم مجاني للجميع متضمناً راتباً شهرياً يعرف بـ «المنحة» أو «سو» للطلاب أكبر من سن 18 أو الطلاب الذين هم دون سن 18 والملتحقين بالتعليم العالي، وتقدم شهادة البكالوريوس وبرامج الماجستير في الدانمرك إما باللغة الإنجليزية أو الدنماركية تبعاً للبرنامج و/أو جامعة. وفي الأرجنتين واليونان يقدم التعليم المجاني لجميع المستويات وحتى الكليات والجامعات.

## التعليم المجاني في مختلف الدول
وفي البرازيل توفر وزارة التعليم تعليماً مجانياً، فتقدم الوزارة منح دراسية لدرجات الدراسات العليا والماجستير والدكتوراه وما بعد الدكتوراه للبرازيليين والمهاجرين الذين يحملون الجنسية البرازيلية. كما تعد أفضل الجامعات ومراكز البحث مؤسسات عامة مدعومة مالياً من قبل الولاية المحلية (جامعات الولاية) أو الحكومة الفيديراليّة (جامعات فيديراليّة). كما يحصل طلاب الدراسات العليا على مبالغ مالية إذا كانوا مؤهلين للمكافئة ولكن المنافسة للحصول عليها صعبة جداً، ولكن في السنوات العشر الأخيرة انتشرت الجامعات الخاصة المهتمة في توفير واحضار مدربين محترفين للطلاب، كما أن هذة الجامعات الخاصة غير مهتمة في دعم مراكز البحث لأن نموذج عملهم لم يتضمن المشاركة في البحوث.
أما التعليم المجاني في سيريلانكا فيقدم من الحكومة لمستويات مختلفة، فالحكومة السيريلانكية تقدم الدعم المالي مجاناً لمختلف المدارس كالمدارس الوطنية ومدارس المحافظات ومدارس التعليم الرهباني الابتدائية والمتوسطة، أما المدارس المساعدة والمدارس الشبة حكومية فتحصل على نفس معدلات الدعم المالي. وعلى المستوى الجامعي فإن جامعات الولاية تقدم لطلابها مقررات مجانية ولكن يقدر هذا بنسبة 10٪ فقط من هؤلاء المؤهلين للالتحاق بالجامعة، وأما المنح والبعثات الدراسية فتقدم لعدد محدود من الطلاب بحسب التراخيص الدراسية.
و بالنسبة للتعليم المجاني في باقي أنحاء المعمورة فغالباً ما يقدم للطلاب على شكل منح أو بعثات دراسية إذا تمت تغطية جميع نفقات الطلاب أو بعضها، ومن أمثلة القائمين على هذة المنح والبعثات الدراسية الأفراد والمؤسسات والمبادرات الدعوية، بحيث أن دافعهم لتقديم مثل هذة المنح أو البعثات الدراسية إما دافع اقتصادي (كضريبة الخصم) أو دافع إنساني أو دافع خيري أو دافع ديني. وهنالك أمثلة لإجراءات من أجل التعليم المجاني والتي يتم تنفيذها عبر العالم عامةً وفي الدول سريعة التطور أساساً مثل الصين خاصة، كما يتم الحضور في مراكز التعليم الشهيرة في ليبيا وكوبا مجاناً.
و في موريتانيا فتوفر الحكومة التعليم المجاني لجميع مواطينيها من مستويات التعليم لما قبل المرحلة الابتدائية إلى مرحلة التعليم العالي، ومنذ تموز/يوليو 2005 أدخلت الحكومة أيضاً نظام النقل المجاني لجميع الطلاب، أما في الدول الأوربية مثل إسبانيا وفرنسا وإيطاليا ومالطا فإن الرسوم الدراسية غالباً ما تكون مجانية للطلاب الأوربيين.
تعتبر المانيا إحدى الدول الرائدة في مجال التعليم المجاني، حيث تتيح للطلاب الالمان والاجانب امكانية الدراسة في أي من الجامعات الحكومية في ألمانيا دون الحاجة لدفع رسوم دراسية. وهذا ساهم في جعل ألمانيا أحد أكثر الوجهات الدراسية المفضلة للطلاب في الاجانب من مختلف الدول. ليست فقط مجانية التعليم ما تجذب الطلاب للدراسة في هذا البلد، ولكن هناك عوامل أخرى مثل امكانية الحصول على دعم مادي محدود خلال فترة الدراسة سواء من بعض المؤسسات الحكومية أو مؤسسات المجتمع المدني. كما تمتلك ألمانيا عدد من الجامعات ذات التصنيف العلمي المتقدم على مستوى العالم.

## تاريخ التعليم المجاني
تم تمييز التعليم المجاني منذ أمد طويل عن «التعليم المكفول» ويمكن لهذا أن يحيي صوراً للحملات الدعائية، ولكن في الماضي وخاصةً في عصر النهضة كثيراً ما قامت الشخصيات الغنية بكفالة تعليم الرجل الشاب، فكان تومس باين في أواخر القرن الثامن عشر من أوائل أنصار التعليم الجامعي والتعليم العام المجاني حيث اعتبرت فكرة رئيسية في ذلك الوقت، وفي الولايات المتحدة أدخل التعليم الإلزامي للحكومة كالتعليم المجاني أو الجامعي خلال أواخر القرن التاسع عشر وامتد عبر البلاد في عشرينات القرن الماضي، وعادة ما يمول التعليم الإلزامي عن طريق الضرائب. وفي هذة المدارس يتم معاقبة الطلاب لكثرة تغيبهم لكن عادة ما يكون التعليم المنزلي والتعليم في المدارس الخاصة أو المدارس الصغيرة المدعومة من قبل الكنائس بديلاً قانونياً لمدارس الحكومة. وفي الوقت الحالي أصبح التعليم مجاني للجميع بفضل شبكة الأنترنت وانتشار العديد من مؤسسات التعليم الألكتروني المجاني مثل إيدكس وميتكس. وفي العديد من البلدان لم تلحق سياسة نظام الجدارة بالركب بعد مع هذه التطورات الحديثة في مجال تكنولوجيا التعليم.

## قائمة البلدان ذات النظام التعليمي المجاني لما بعد المرحلة الثانوية
العراق
الجزائر
الأرجنتين
بربادوس
بوتان
البرازيل
كوبا
الدانمارك
الإكوادور
مصر
إستونيا
فنلندا
فرنسا
ألمانيا
جبل طارق
اليونان
الهند
إيران
أيرلندا
كينيا
الكويت
مالطا
موريشيوس
المغرب
نيبال
النرويج
عُمان
باكستان
بيرو
بولندا
روسيا
المملكة العربية السعودية
اسكتلندا
الصومال
إسبانيا
سري لانكا
السويد
ترنداد وتوباجو
تونس
تركيا
الإمارات العربية المتحدة
الأوروغواي
فنزويلا
ليبيا
يوجد العديد من الجامعات في ليبيا وكلها تدرس من دون تكاليف ولكن لا يمكنك تحديد الكلية التي تريد أن تدخلها حيث أن معدلك في الشهادة الثانويه من يحدد ويوجد في ليبياثلاثة جامعات مصنفات ضمن التصنيف العالمي جامعة قاريونس في بنغازي وجامعة العرب الطبيه في بنغازي وجامعة طرابلس في طرابلس وكلها تابعه للحكومة الليبيه

## التعليم المجاني على شبكة الإنترنت
قد أصبح التعليم عبر الإنترنت خياراً متاحاً في السنوات الأخيرة لا سيما مع تطور موكس الحرة (و التي تعني دورات ضخمة ومفتوحة على شبكة الإنترنت) بفضل مقدمي الخدمات مثل أكاديمية خان (المدرسة الثانوية) والتعليم العالي بفضل مقدمي الخدمات مثل أوداسيتي وجامعة التعليم العالمي (اتحاد أوروبا الغربية) وكورسيرا. كما أصبح التعليم المجاني متاحاً من خلال عدّة مواقع إلكترونية تتضمن مقررات مشابه لتلك المقدمة في الجامعات المعتمدة، ولكن لا يزال التعليم عن طريق شبكة الأنترت يواجه عوائق مثل الأعتماد المؤسسي وقيود الترخيص أو حقوق النشر وعدم التوافق ووعي المتعلم للمصادر المتاحة.
و بناءً على المتطلبات الشاملة لموردات التعليم المتوفره على شبكة الإنترنت تأسست الكثير من المشاريع المجتمعية المفتوحة، خاصةً مؤسسة ويكيمديا التي قامت بتطوير مشروع ويكيفيرستي المختص في مصادر التعليم المجانيه على شبكة الأنترنت، ومؤخراً تم تطوير عدّة مواقع إلكترونية لمواضيع معينة. فمشروع MyMCAT صمّم كشروع اجتماعي مجاني لمساعدة الطلاب الراغبين في التسجيل في MCAT.